# ナゲキバト
ナゲキバト（学名Zenaida macroura）は、ハト目ハト科に分類される鳥類の一種。
- 新北区、新熱帯区に生息する。